# Festival de la fiction TV de La Rochelle 2020
La 22e édition du Festival de la fiction TV a lieu du 16 au 18 septembre 2020 aux Folies Bergère de Paris. En raison de la crise sanitaire du Covid-19, cette édition est réservée aux professionnels.
En décembre 2020 a lieu à La Rochelle un festival hors-saison durant lequel les équipes des films présentent leurs œuvres au public.

## Projections
- No man's land, mini-série réalisée par Oded Ruskin pour Arte
- Possessions, mini-série réalisée par Thomas Vincent pour Canal +
- Ils étaient dix, mini-série réalisée par Pascal Laugier pour M6
- Infidèle, saison 2, série réalisée par Didier Le Pêcheur pour TF1
- 3615 Monique, mini-série réalisée par Simon Bouisson, OCS
- Moah, mini-série réalisée par Benjamin Rocher, OCS
- Le Mensonge, mini-série réalisée par Vincent Garenq, France 2